# Nissan Qashqai
De Nissan Qashqai is een crossover die sinds 2007 geproduceerd wordt door de Japanse autobouwer Nissan. Hij kwam in de plaats van de Terrano II en ving tegelijk het wegvallen van de Almera op. De Qashqai wordt geassembleerd in de Nissanfabriek in Sunderland.
Volgens Nissan moet de auto, die vernoemd is naar het Qashqai volk, een nomadische stam uit Iran, vooral mensen aanspreken die zoeken naar een dynamische auto maar zich niet aangesproken voelen tot de agressieve en grote SUV's. In Japan en Australië wordt de Qashqai verkocht onder de naam Dualis; in Australië werd voor deze naam gekozen omdat men daar vond dat de naam "Qashqai" te veel leek op de term "cash cow" oftewel melkkoe.

## Eerste generatie (2007-2013)
De Nissan Qashqai werd in 2007 door Nissan geïntroduceerd. Het is de eerste productie-auto die door het Nissan Design Europe-bureau is ontworpen. Hij werd op de Mondial de l'Automobile van 2006 aan het publiek voorgesteld.
De Qashqai is gebouwd op een nieuwe bodemplaat. In het Nissan-gamma komt hij onder de X-Trail terecht en vervangt hij de Almera en Primera. Met zijn afmetingen valt hij tussen de compacte MPV's, zoals de Seat Altea en de Renault Scénic, en de compacte SUV's zoals de Hyundai Tucson, Kia Sportage en Mitsubishi Outlander.
De bovenste helft van de Qashqai heeft een strakke lijn die ook terug te vinden is bij de Murano. De onderste helft doet door zijn geprononceerde wielkasten en grote wielen aan een SUV denken. Er is keuze uit de volgende benzinemotoren: 1.6L (2WD) en 2.0L (AWD). Ook zijn er dieselmotoren beschikbaar: 1.5Ldci (2WD) en 2.0Ldci (AWD)
In mei 2007 behaalde de Qashqai de hoogste score ooit voor volwassenenveiligheid bij de Euro NCAP crashtests. Nissan hoopte meer dan 100.000 Qashqai's per jaar te verkopen.

## Qashqai+2
Op 7 april 2008 maakte Nissan bekend dat er een zevenzits-versie van de Qashqai zou komen. Deze beschikt over hetzelfde motorenprogramma als het reeds bestaande model. De Qashqai + 2 is 21 cm groter dan de standaard Qashqai en beschikt over een volledige inklapbare derde zitrij. De Qashqai debuteerde tijdens de British International Motor Show en stond sinds oktober 2008 in de showroom.

## Tweede generatie (2013-2021)

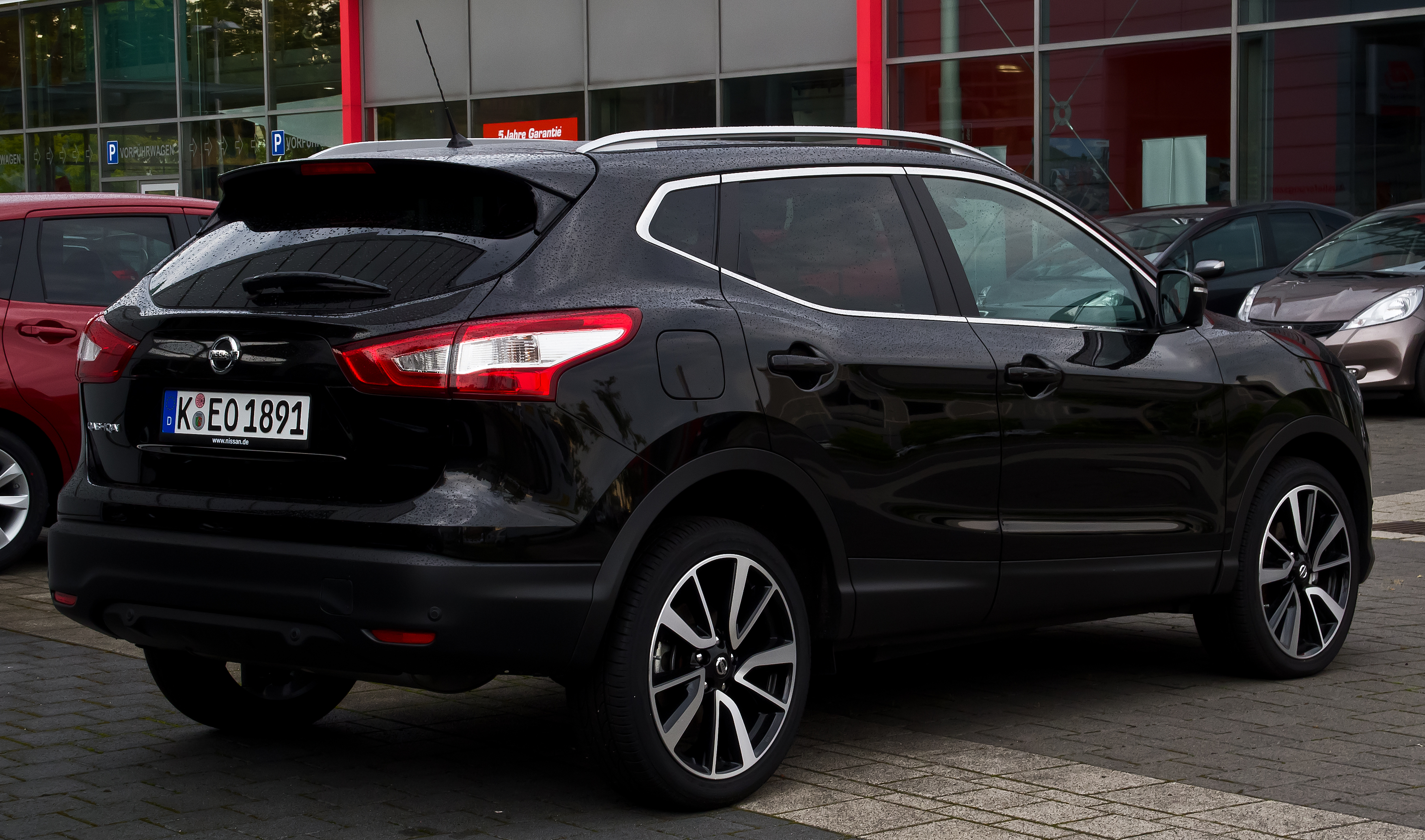
Nissan Qashqai

De tweede generatie Qashqai werd geïntroduceerd op 7 november 2013. De lancering ging gepaard met een wereldwijde videoweergave. In januari 2014 werd de Qashqai dan aan het grote publiek voorgesteld op het Autosalon van Brussel; tegelijk stond het nieuwe model bij de dealers. Nissan bood de Qashqai aan met een nieuwe 1.2 turbobenzinemotor, die samen met Renault ontwikkeld werd. Daarnaast was hij ook leverbaar met een oudere 1.6 benzinemotor. Als dieselmotoren werden een 1.5 dCi en 1.6 dCi aangeboden.
De Qashqai+2-variant werd geschrapt. Deze werd vervangen door de nieuwe X-Trail, die tegenwoordig veel gelijkenissen vertoont met de Qashqai, hoewel hij nog steeds zijn eigen vierwielaandrijving heeft.

## Derde generatie (2021-heden)
De derde generatie Qashqai werd op 18 februari 2021 onthuld. Dit model is nu gebouwd op het nieuwe CMF-C platform, dat ook voor de Nissan Rogue wordt gebruikt. Deze generatie is leverbaar met een normale benzinemotor, maar ook als hybride, met de nieuwe e-Power aandrijflijn.
Huidige modellen Europa:
370Z ·
Ariya ·
Cabstar ·
Cube ·
GT-R ·
Interstar ·
Juke ·
Leaf ·
Micra ·
Murano ·
Navara ·
Note ·
NV200 ·
NV300 ·
NV400 ·
Pathfinder ·
Primastar ·
Qashqai ·
Townstar ·
X-Trail

Huidige modellen internationaal:
Altima ·
Armada ·
Bluebird ·
Caravan ·
Elgrand ·
Fuga ·
Maxima ·
NV ·
Patrol ·
Rogue ·
Sentra ·
Serena ·
Skyline ·
Skyline ·
Skyline Crossover ·
Sunny ·
Teana ·
Tiida ·
Titan ·
Xterra

Concepten:
Forum ·
Jikoo ·
Pivo ·
Urge

Uit productie:
100NX ·
200SX ·
300ZX ·
350Z ·
Almera ·
Almera Tino ·
Bluebird ·
Cedric ·
Cherry ·
Cima ·
Gloria ·
Kubistar ·
Laurel ·
Pixo ·
Prairie ·
Primera ·
Pulsar ·
Silvia ·
Stanza ·
Terrano ·
Vanette